# Čaturanga Dandásana

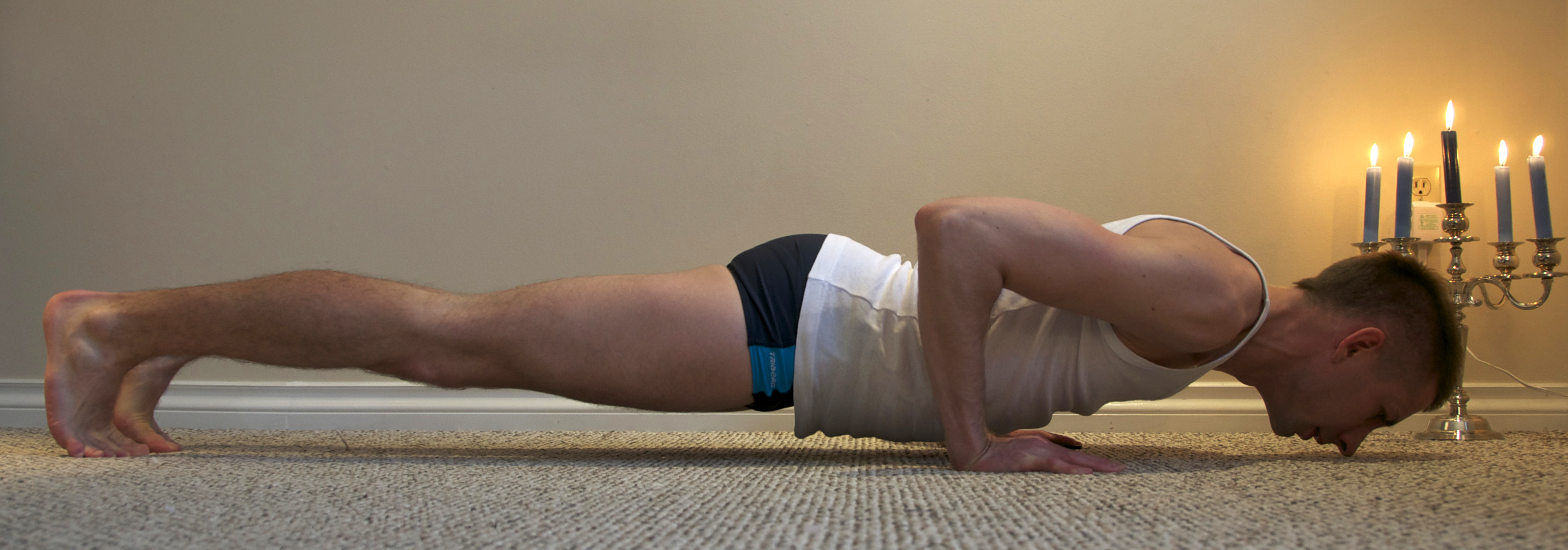
Čaturanga Dandásana

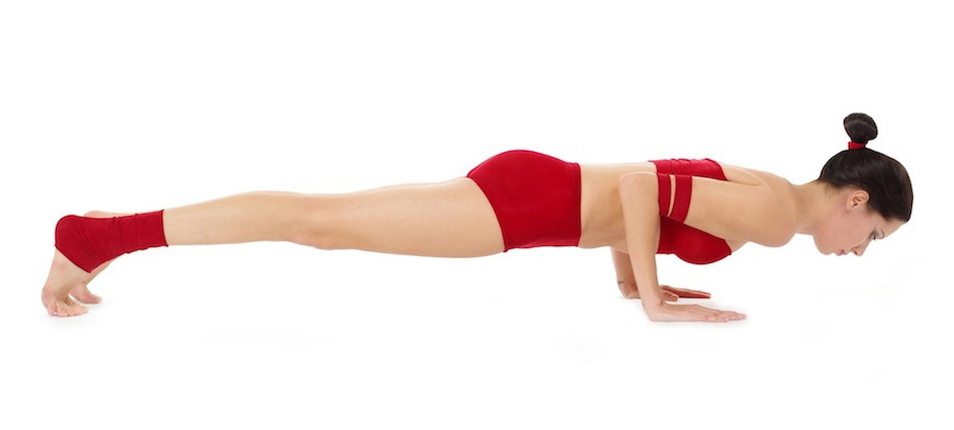
Čaturanga Dandásana

Čaturanga Dandásana neboli „prkno“ je jednou ze základních ásan, která je součástí Pozdravu slunci.

## Etymologie
Sanskrtské slovo čatur (चतुर्) znamení čtyři, anga (अङ्ग) noha, danda (दण्ड) berla/pomocník a ásana (आसन) pozice/posed.

### Postup
1. Tělo zaujme pozici jako při nástupu do kliku, roztáhnout prsty a zarovnat ramena přímo nad dlaně.
2. Chodidla jsou na šířku boků, opřené o prsty.
3. Zpevnit celý střed těla, tj. stáhnout břišní svaly, pevný trup, zpevnit ramena.
4. S výdechem se přejde zpevněným tělem do kliku, lokty se ale v konečné fázi dotýkají hrudníku po stranách,
5. Hlava, celý trup je vytažený dopředu tak, aby předklotí bylo kolmo k zemi.
6. Neprohýbat se v bedrech, ani nezvedat pánev.
7. Vydržet pět klidných dechů.